# Referendo sobre a energia nuclear em 1980

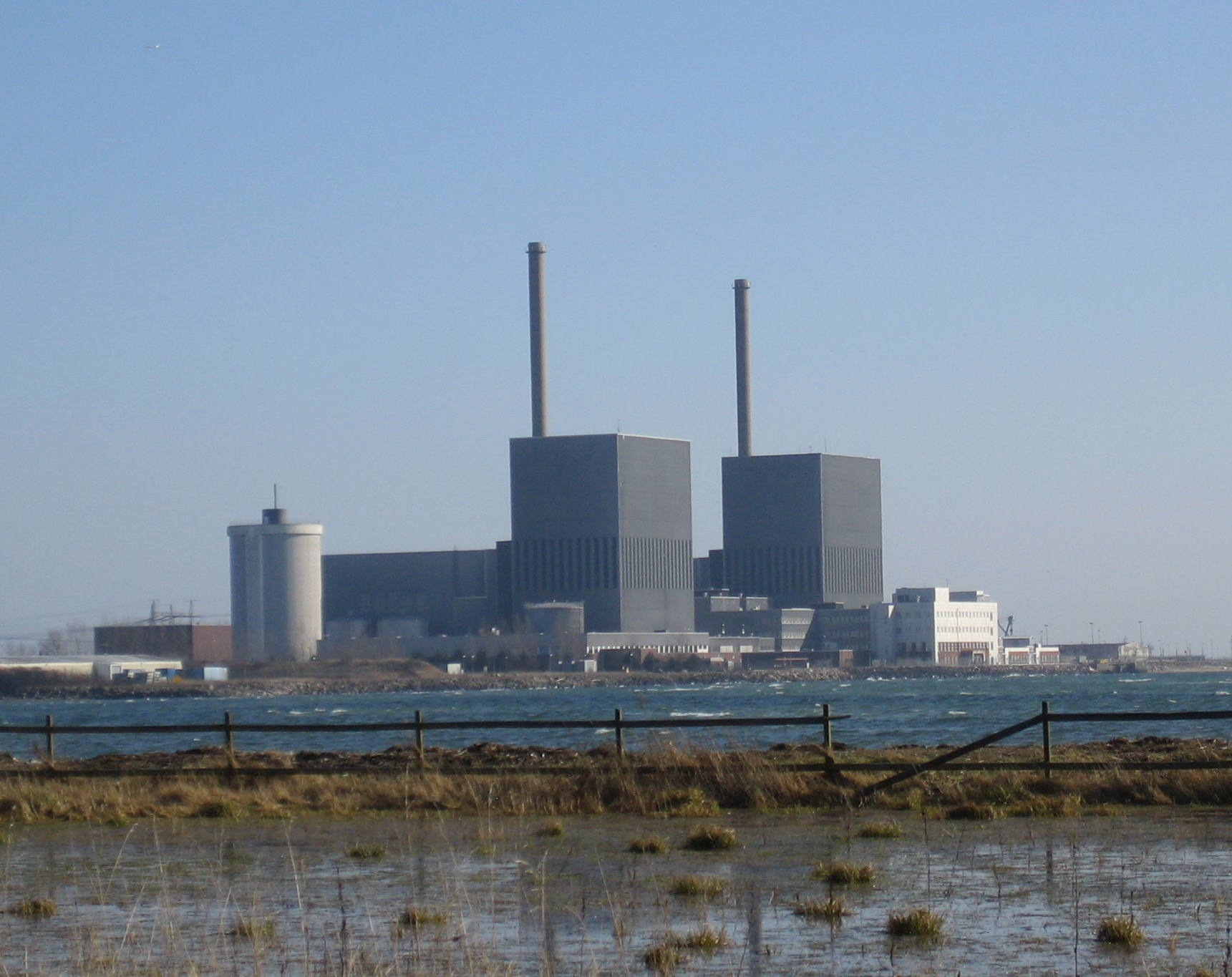
Barsebäck foi a única central nuclear encerrada depois do referendo de 1980.

O Referendo sobre a energia nuclear (Folkomröstningen om kärnkraften) foi realizado em 23 de março de 1980 na Suécia. 
Opções:
- Linha 1 (Linje 1) – Encerramento sucessivo (apoiado pelo Partido Moderado)
- Linha 2 (Linje 2) – Encerramento sucessivo, sob gestão do estado (apoiado pelo Partido Social-Democrata e pelo Partido Liberal)
- Linha 3 (Linje 3) – Encerramento num período de 10 anos, acompanhado de desenvolvimento de alternativas (apoiado pelo Partido do Centro e pelo Partido da Esquerda)

A ”Linha 2” venceu com 39%, dando ao estado a responsabilidade de gerir o encerramento sucessivo da energia nuclear no país. Todavia ainda não foi concretizado esse encerramento.